# Kyongwon
Kyongwon (Hán Việt: Khánh Nguyên) là một huyện của tỉnh Hamgyong Bắc tại Cộng hòa Dân chủ Nhân dân Triều Tiên. Huyện giáp với Trung Quốc ở phía bắc và đông, Kyonghung ở đông nam, Hoeryong ở tây nam, và Onsong ở phía tây.
Phần phía tây của Kyongwon có địa hình đồi núi, còn phần phía đông tương đối bằng phẳng. Đỉnh cao nhất huyện là Chungsan. Sông Đồ Môn là sông lớn nhất huyện và cũng tạo thành biên giới. Một số chi lưu của Đồ Môn cũng chảy qua huyện. Khoảng 75% diện tích huyện là đất rừng.
Bên cạnh trồng trọt, chăn nuôi và nuôi tằm cũng hiện diện rộng rãi. Các cây trồng bản địa gồm có lúa gạo, ngô và đỗ tương. Yên môi cũng được khai thác. Kyongwon có hai tuyến đường sắt đi qua là Hambuk và Kogonwon. Các tuyến này nối với mạng lưới đường sắt Trung Quốc ở Hồn Xuân tại khu tự trị Diên Biên.
Năm 2008, dân số toàn huyện Kyongwon là 107.327 người (50.433 nam và 56.894 nữ), trong đó, dân cư đô thị là 47.070 người (43,9%) còn dân cư nông thôn là 60.257 người (56,1%).

## Hành chính
Kyongwon chia thành 1 thị trấn ("up", ấp), 21 xã("ri", lý) và 3 khu lao động ("rodongjagu").
| - Kyongwon-up (tiếng Triều Tiên: 경원읍; Hancha: 慶源邑) - Hamyon-rodongjagu (tiếng Triều Tiên: 하면노동자구; Hancha: 下面勞動者區) - Kogonwon-rodongjagu (tiếng Triều Tiên: 고건원노동자구; Hancha: 古乾原勞動者區) - Ryongbuk-rodongjagu (tiếng Triều Tiên: 룡북노동자구; Hancha: 龍北勞動者區) - Anwon-ri (tiếng Triều Tiên: 안원리; Hancha: 安原里) - Chongsan-ri (tiếng Triều Tiên: 종산리; Hancha: 鍾山里) - Chungyong-ri (tiếng Triều Tiên: 중영리; Hancha: 中榮里) - Hunyung-ri (tiếng Triều Tiên: 훈융리; Hancha: 訓戎里) - Husok-ri (tiếng Triều Tiên: 후석리; Hancha: 厚石里) - Kumdong-ri (tiếng Triều Tiên: 금동리; Hancha: 金洞里) - Nongpo-ri (tiếng Triều Tiên: 농포리; Hancha: 農圃里) - Pongsan-ri (tiếng Triều Tiên: 봉산리; Hancha: 鳳山里) - Ryangdong-ri (tiếng Triều Tiên: 량동리; Hancha: 良洞里) | - Ryongdang-ri (tiếng Triều Tiên: 룡당리; Hancha: 龍堂里) - Ryonggye-ri (tiếng Triều Tiên: 룡계리; Hancha: 龍溪里) - Ryonghyon-ri (tiếng Triều Tiên: 룡현리; Hancha: 龍峴里) - Ryongmun-ri (tiếng Triều Tiên: 룡문리; Hancha: 龍門里) - Ryongnam-ri (tiếng Triều Tiên: 룡남리; Hancha: 龍南里) - Ryongsin-ri (tiếng Triều Tiên: 룡신리; Hancha: 龍新里) - Ryudasom-ri (tiếng Triều Tiên: 류다섬리; Hancha: 柳多島里) - Sasu-ri (tiếng Triều Tiên: 사수리; Hancha: 沙水里) - Singon-ri (tiếng Triều Tiên: 신건리; Hancha: 新乾里) - Songnae-ri (tiếng Triều Tiên: 성내리; Hancha: 城內里) - Tongrim-ri (tiếng Triều Tiên: 동림리; Hancha: 東林里 - Yonsan-ri (tiếng Triều Tiên: 연산리; Hancha: 硯山里) |